# Instegsjobb
Instegsjobb är ett svenskt arbetsmarknadspolitiskt program som funnits sedan 2007. Systemet syftar till att nyanlända invandrare som erhållit uppehållstillstånd de senaste 36 månaderna snabbt ska komma ut på arbetsmarknaden och lära sig språket. Anställningen är lönesubventionerad till 80 % (dock max 800 kronor per dag) och gäller som längst 24 månader. Eftersom instegsjobb utgör ett särskilt anställningsstöd så ger det inte rätt till arbetslöshetsersättning (a-kasseersättning) vid eventuell arbetslöshet; se 14 § lag (1997:238) om arbetslöshetsförsäkring. Ett kriterium för att kunna beviljas instegsjobb är att det sker under pågående SFI-utbildning. När SFI-kurs är avslutad upphör också möjligheten till instegsjobb. 